# Olios vestigator
Olios vestigator là một loài nhện trong họ Sparassidae.
Loài này thuộc chi Olios. Olios vestigator được Eugène Simon miêu tả năm 1897.